# Engystomops montubio
Espèce
Synonymes
- Physalaemus montubio Ron, Cannatella & Coloma, 2004

Statut de conservation UICN

 LC  : Préoccupation mineure
Engystomops montubio est une espèce d'amphibiens de la famille des Leptodactylidae.

## Distribution
Cette espèce est endémique d'Équateur. Elle se rencontre jusqu'à 330 m d'altitude dans les provinces du Guayas et de Manabí.

## Publication originale
- Ron, Cannatella & Coloma, 2004 : Two New Species of Physalaemus (Anura: Leptodactylidae) from Western Ecuador. Herpetologica, vol. 60, no 2, p. 261-275.